# De compendiosa doctrina
De compendiosa doctrina o con titolo completo De compendiosa doctrina per litteras ad filium, è un'opera in 20 libri di Nonio Marcello, un grammatico numida, probabilmente del IV secolo, che è interessante per l'erudizione dell'autore e per le numerose citazioni di opere dell'antichità poi andate perdute e di cui ora rimangono solo i frammenti tramandati da Nonio.

## Contenuto
L'opera è divisa in venti libri, ciascuno con un proprio titolo, di estensione assai disuguale (si passa dal libro IV, che nell'edizione di Lindsay occupa 336 pagine, al libro XX, che è  di una sola pagina). Ciò dipende dalla diversità di argomento dei singoli libri; «ci troviamo però sicuramente anche di fronte a tagli avvenuti durante la tradizione manoscritta». Infatti, dopo i primi quattro libri gli altri, così come ci restano, sono ridotti alla lunghezza di capitoli e del libro XVI rimane soltanto il titolo.
L'opera è dedicata al figlio e probabilmente il complemento ad filium, che compare nei manoscritti, faceva parte del titolo originale. Invece, l'espressione per litteras ("in ordine alfabetico"), che si trova nei titoli dei libri II-IV, i soli così ordinati dall'autore o piuttosto da un editore successivo, sembra da escludere che fosse compresa nel titolo dell'opera e dunque potrebbe essere interpolata.
I libri I-XII si occupano di fenomeni grammaticali, come quelli morfologici o polisemici; i libri XIII-XX presentano, invece, elenchi di vocaboli raggruppati per ambito semantico.

## Edizioni
- (LA) Compendiosa doctrina, 2 voll. (vol. 1; vol. 2), emendavit et adnotavit Lucianus Mueller, Lipsiae, in aedibus B.G. Teubneri, 1888.
- (LA) De conpendiosa doctrina I-III, edited with introduction and critical apparatus by the late John Henry Onions, Oxford, at the Clarendon Press, 1895.
- (LA) De conpendiosa doctrina libros XX, 3 voll. (vol. 1: libros I-III, argumentum, indicem siglorum et praefationem continens; vol. 2: librum IV continens; vol. 3: libros V-XX et indices continens), Onionsianis copiis usus edidit Wallace M. Lindsay, Lipsiae, in aedibus B.G. Teubneri, 1903.
- (LA) De conpendiosa doctrina, vol. 1: libri I-III, a cura di Rosanna Mazzacane, con la collaborazione di Elisa Magioncalda, Firenze, SISMEL-Edizioni del Galluzzo, 2014, ISBN 978-88-8450-461-6.
- (LA) De conpendiosa doctrina, vol. 3: libri V-XX, a cura di Paolo Gatti e Emanuela Salvadori, Firenze, SISMEL-Edizioni del Galluzzo, 2014, ISBN 978-88-8450-584-2.